# Eupilis albilineola
Eupilis albilineola är en insektsart som beskrevs av Walker 1857. Eupilis albilineola ingår i släktet Eupilis och familjen sköldstritar. Inga underarter finns listade i Catalogue of Life.